# Eleição presidencial na Venezuela em 1973
A eleição presidencial venezuelana de 1973 foi realizada em 9 de dezembro e a disputa eleitoral ficou concentrada nos candidatos dos dois partidos majoritários da política venezuelana durante o período denominado Quarta República: o candidato oficial do Comitê de Organização Política Eleitoral Independente (COPEI), Lorenzo Fernández, apoiado pelo presidente em exercício Rafael Caldera, e o candidato oficial da oposicionista Ação Democrática (AD), Carlos Andrés Pérez.
Com uma participação do eleitorado venezuelano no pleito alcançando 96.50%, Carlos Andrés Pérez sagrou-se vencedor da disputa após obter 2 130 743 votos, o que correspondeu a 48.71% dos votos válidos, e derrotar o candidato governista Lorenzo Fernández, que por sua vez, obteve 1 605 628 votos, o equivalente a 36.70% dos votos válidos.
Pela segunda vez na história republicana do país, um presidente em exercício entregou a faixa presidencial a um sucessor filiado à um partido político de oposição, o que foi considerado pela comunidade internacional à época um sinal de amadurecimento do regime democrático na Venezuela desde a assinatura do Pacto de Punto Fijo em 1958.

## Resultados eleitorais
| Candidatos              | Candidatos              | Partidos                                              | Votos     | %      |
|                         | Carlos Andrés Pérez     | Ação Democrática                                      | 2 130 743 | 48.71  |
|                         | Lorenzo Fernández       | Comitê de Organização Política Eleitoral Independente | 1 605 628 | 36.70  |
|                         | Jesús Paz Galarraga     | Movimento Eleitoral do Povo                           | 221 239   | 5.06   |
|                         | José Vicente Rangel     | Movimento ao Socialismo                               | 186 255   | 4.26   |
|                         | Jóvito Villalba         | União Republicana Democrática                         | 134 478   | 3.07   |
|                         | Demais candidatos       | Demais partidos políticos                             | 96 338    | 2.22   |
| Votos válidos           | Votos válidos           | Votos válidos                                         | 4 374 681 | 95.69  |
| Votos inválidos         | Votos inválidos         | Votos inválidos                                       | 196 880   | 4.31   |
| Total de votos          | Total de votos          | Total de votos                                        | 4 571 561 | 100.00 |
| Eleitorado apto a votar | Eleitorado apto a votar | Eleitorado apto a votar                               | 4 737 152 | 96.50  |